# Stadion Z’dežele
Stadion Z’dežele – stadion piłkarski w mieście Celje, w Słowenii. Jego budowę rozpoczęto w 1999 roku. Został zainaugurowany w 2003 roku, choć budowę ostatniej trybuny zakończono w roku 2008. Obiekt może pomieścić 13 400 widzów. Na stadionie swoje spotkania rozgrywa drużyna NK Celje, która przed otwarciem obiektu grała na stadionie Skalna klet. Na obiekcie grywała również reprezentacja Słowenii.
W 2017 roku stadion nazywany do tej pory Arena Petrol przemianowano na Stadion Z’dežele.